# Tagara
Tagara (ros. Тагара) – wieś (dieriewnia) w Rosji, w Kraju Krasnojarskim, w rejonie kieżemskim. W 2010 liczyła 1873 mieszkańców.